# هراند مانوئلیان
هراند مانوئلیان (ارمنی: Հրանտ Լևոնի Մանվելյան؛ زاده ۳ فوریهٔ ۱۹۰۷ - درگذشته ۱۴ فوریهٔ ۱۹۹۵) یک کارگردان فیلم و بازیگر اهل ارمنستان است. 

## زندگی‌نامه
وی در  ۳ فوریه [سبک قدیمی: ۱۶ فوریه] ۱۹۰۷ در آلکساندراپول به دنیا آمد و از hy:Ռուսաստանի թատերական արվեստի ինստիտուտ (۱۹۵۳) فارغ‌التحصیل شد. وی همچنین برندهٔ جوایزی همچون چهره هنری شایسته ارمنستان شوروی شده‌است. وی در ۱۴ فوریهٔ ۱۹۹۵ در سن ۸۸ سالگی در ایروان درگذشت.

## بخشی از فیلمشناسی
از فیلم‌ها یا برنامه‌های تلویزیونی که وی در آن نقش داشته‌است می‌توان به آثار زیر اشاره کرد.